# Acanthothecis tetraphora
Acanthothecis tetraphora är en lavart som först beskrevs av William Nylander och fick sitt nu gällande namn av Staiger & Kalb. 
Acanthothecis tetraphora ingår i släktet Acanthothecis och familjen Graphidaceae. Inga underarter finns listade i Catalogue of Life.